# Антреприза
Антрепри́за (фр. entreprise — предприятие) — форма организации театрального дела, при которой организатор (антрепренёр) приглашает для участия в спектакле актёров из различных театров (в отличие от формы репертуарного театра с постоянной труппой).
Примерами современной театральной компании, работающей на антрепризной основе, являются «Арт-Партнёр XXI» и «Театральное товарищество 814»[значимость факта?]. В современном театральном мире многие европейские и мировые театральные коллективы переходят на систему антрепризной самоорганизации, что не обязательно является признаком коммерческой доминанты их деятельности. Росту независимых антрепризных коллективов в мире способствовала реформа в финансировании учреждений культуры и возможность получения грантов и дотаций со стороны государства как отдельным режиссёрам, продюсерам, актёрам или перформерам, так и организациям, занимающимся созданием и прокатом антрепризных спектаклей.